# Po-lin. Spuren der Erinnerung
Po-lin. Spuren der Erinnerung ist ein 2008 entstandener polnisch-deutscher Dokumentarfilm. Er kombiniert Bilder aus jüdischen Schtetl in Polen in den 1930er Jahren mit Erinnerungen von Zeitzeugen.

## Titel
Po-lin kommt aus dem Hebräischen und bezeichnet den Ort, an dem wir bleiben. So bezeichneten Juden, die vor Pogromen und der Pest geflohen waren, Polen, weil sie dort vergleichsweise freundlich aufgenommen wurden.

## Inhalt
Die verwendeten Filmaufnahmen wurden von Juden gedreht, die aus Polen in die USA ausgewandert waren und ihre alte Heimat besuchten. Gezeigt werden Alltagsszenen aus dem jüdischen Leben wie Märkte, Feiern und Straßenszenen. Diese Filmaufnahmen entstanden von 1929 bis 1937. Sie werden mit zeitgenössischen Texten unterlegt, die in der deutschen Fassung von Hanna Schygulla und in der polnischen von Piotr Fronczewski gesprochen werden. Dazwischen werden Interviews mit Zeitzeugen, die das Zusammenleben von Juden und Polen noch als Kinder erlebt haben, gezeigt.

## Förderung
Der Film wurde durch das Polnische Filmkunstinstitut, die Medienboard Berlin-Brandenburg und den Beauftragten der Bundesregierung für Kultur und Medien gefördert.

## Aufführung
Der Film hatte am 9. Oktober 2008 Premiere. Er lief erfolgreich in den polnischen Kinos. In Deutschland fand der Film bisher keinen Verleih, er wurde auch nicht im Fernsehen ausgestrahlt. Der Film ist bei absolut Medien auf DVD erschienen.

## Kritik
„Die Dokumentation "Po-lin: Spuren der Erinnerung" schafft das Unmögliche: Der Film erweckt die Welt der polnischen Schtetl für einen kurzen Moment zum Leben.“

„Ungewöhnlich ist dieser Film, weil er sich weniger auf Geschichtsbücher und Statistiken verlässt, sondern auf jene Art der Erinnerung, wie sie familiär weitergegeben wird – die Erinnerung aus der konkreten Anschauung, aus der „Mikroperspektive“, wie man akademisch sagen würde.“

## Preise
- 3. Preis des Festivals Zwei Ufer, Kazimierz Dolny 2008
- Publikumspreis des polnischen Filmfestivals in Chikago, 2008
- Goldenes Filmband des Verbandes der polnischen Filmschaffenden, 2009
- Hauptpreis des internationalen Filmfestivals Warschau „Jüdische Motive“, 2009
- Krzysztof-Kieślowski-Preis des Polnischen Filmfestivals New York, 2009